# Algéria a 2000. évi nyári olimpiai játékokon
Algéria az ausztráliai Sydneyben megrendezett 2000. évi nyári olimpiai játékok egyik részt vevő nemzete volt. Az országot az olimpián 10 sportágban 47 sportoló képviselte, akik összesen 5 érmet szereztek.

## Érmesek
| Érem  | Versenyző            | Sportág   | Versenyszám      |
| ----- | -------------------- | --------- | ---------------- |
| Arany | Noria Mérah-Benida   | Atlétika  | Női 1500 m       |
| Ezüst | Ali Szaídi-Szjef     | Atlétika  | Férfi 5000 m     |
| Bronz | Dzsabír Szaíd-Gerni  | Atlétika  | Férfi 800 m      |
| Bronz | Abd er-Rahmán Hammád | Atlétika  | Férfi magasugrás |
| Bronz | Mohamed Allalou      | Ökölvívás | Kisváltósúly     |

## Asztalitenisz
Férfi
| Versenyző               | Versenyszám | Selejtező                                                  | Csoportkör        | Csoportkör | Nyolcaddöntő      | Negyeddöntő       | Elődöntő          | Döntő             | Helyezés |
| Versenyző               | Versenyszám | Ellenfél Eredmény                                          | Ellenfél Eredmény | Hely.      | Ellenfél Eredmény | Ellenfél Eredmény | Ellenfél Eredmény | Ellenfél Eredmény | Helyezés |
| ----------------------- | ----------- | ---------------------------------------------------------- | ----------------- | ---------- | ----------------- | ----------------- | ----------------- | ----------------- | -------- |
| David Kaci Farid Oulami | Páros       | Brazília (BRA) · Carlos Kawai · Hugo Hoyama · 11-21, 16-21 | kiesett           | kiesett    | kiesett           | kiesett           | kiesett           | kiesett           | 33.      |

## Atlétika
Férfi
| Versenyző                                                   | Versenyszám     | Előfutam | Előfutam | Előfutam | Negyeddöntő | Negyeddöntő | Negyeddöntő | Elődöntő | Elődöntő | Elődöntő | Döntő    | Döntő    |
| Versenyző                                                   | Versenyszám     | Idő      | Hely.    | Össz.    | Idő         | Hely.       | Össz.       | Idő      | Hely.    | Össz.    | Idő      | Helyezés |
| ----------------------------------------------------------- | --------------- | -------- | -------- | -------- | ----------- | ----------- | ----------- | -------- | -------- | -------- | -------- | -------- |
| Málik Luáhla                                                | 400 m           | 46,06    | 4.       | 34.      | kiesett     | kiesett     | kiesett     | kiesett  | kiesett  | kiesett  | kiesett  | kiesett  |
| Dzsabír Szaíd-Gerni                                         | 800 m           | 1:47,95  | 2.       | 33.      |             |             |             | 1:44,19  | 1.       | 1.       | 1:45,16  |          |
| Ádem Heszíni                                                | 800 m           | 1:47,62  | 2.       | 21.      |             |             |             | 1:45,08  | 3.       | 9.       | kiesett  | kiesett  |
| Kamál Búlahfán                                              | 1500 m          | 3:39,01  | 3.       | 10.      |             |             |             | 3:43,98  | 11.      | 21.      | kiesett  | kiesett  |
| Noureddine Morceli                                          | 1500 m          | 3:38,41  | 2.       | 2.       |             |             |             | 4:00,78  | 12.      | 24.      | kiesett  | kiesett  |
| Mohammed Háldi                                              | 1500 m          | 3:41,16  | 8.       | 29.      |             |             |             | kiesett  | kiesett  | kiesett  | kiesett  | kiesett  |
| Ali Szaídi-Szjef                                            | 5000 m          | 13:29,24 | 1.       | 10.      |             |             |             |          |          |          | 13:36,20 |          |
| Réda Benzine                                                | 5000 m          | 13:23,10 | 4.       | 4.       |             |             |             |          |          |          | 13:40,95 | 11.      |
| Szamír Múszavi                                              | 10 000 m        | 28:08,22 | 6.       | 19.      |             |             |             |          |          |          | 28:17,25 | 16.      |
| Kamel Kohil                                                 | Maraton         |          |          |          |             |             |             |          |          |          | 2:17:46  | 23.      |
| Laïd Bessou                                                 | 3000 m akadály  | 8:21,14  | 1.       | 1.       |             |             |             |          |          |          | 8:33,07  | 11.      |
| Mourad Benslimani                                           | 3000 m akadály  | 8:59,07  | 11.      | 35.      |             |             |             |          |          |          | kiesett  | kiesett  |
| Málik Luáhla Kamel Talhaoui Samir-Adel Louahla Ádem Heszíni | 4 × 400 m váltó | kizárták | kizárták | kizárták |             |             |             | kiesett  | kiesett  | kiesett  | kiesett  | kiesett  |
| Músza Avánúk                                                | 20 km gyaloglás |          |          |          |             |             |             |          |          |          | 1:25:04  | 23.      |

| Versenyző            | Versenyszám | Selejtező | Selejtező | Döntő    | Döntő    |
| Versenyző            | Versenyszám | Eredmény  | Helyezés  | Eredmény | Helyezés |
| -------------------- | ----------- | --------- | --------- | -------- | -------- |
| Abd er-Rahmán Hammád | Magasugrás  | 227 cm    | 7.*       | 232 cm   |          |

Női
| Versenyző               | Versenyszám     | Előfutam | Előfutam | Előfutam | Elődöntő | Elődöntő | Elődöntő | Döntő   | Döntő    |
| Versenyző               | Versenyszám     | Idő      | Hely.    | Össz.    | Idő      | Hely.    | Össz.    | Idő     | Helyezés |
| ----------------------- | --------------- | -------- | -------- | -------- | -------- | -------- | -------- | ------- | -------- |
| Noria Mérah-Benida      | 1500 m          | 4:10,24  | 2.       | 14.      | 4:05,24  | 1.       | 1.       | 4:05,10 |          |
| Nászrija Bagdád-Azaidzs | 10 000 m        | 35:31,53 | 20.      | 40.      |          |          |          | kiesett | kiesett  |
| Bahia Boussad           | 20 km gyaloglás |          |          |          |          |          |          | 1:52:50 | 45.      |

| Versenyző   | Versenyszám | Selejtező | Selejtező | Döntő    | Döntő    |
| Versenyző   | Versenyszám | Eredmény  | Helyezés  | Eredmény | Helyezés |
| ----------- | ----------- | --------- | --------- | -------- | -------- |
| Bája Rahúli | Hármasugrás | 13,98 m   | 12.       | 14,17 m  | 5.       |

| Versenyző      | Versenyszám | 100 m gát | 100 m gát | Magasugrás | Magasugrás | Súlylökés | Súlylökés | 200 m | 200 m | Távolugrás | Távolugrás | Gerelyhajítás | Gerelyhajítás | 800 m   | 800 m | Végeredmény | Végeredmény |
| Versenyző      | Versenyszám | Idő       | Pont      | Eredmény   | Pont       | Eredmény  | Pont      | Idő   | Pont  | Eredmény   | Pont       | Eredmény      | Pont          | Idő     | Pont  | Pont        | Helyezés    |
| -------------- | ----------- | --------- | --------- | ---------- | ---------- | --------- | --------- | ----- | ----- | ---------- | ---------- | ------------- | ------------- | ------- | ----- | ----------- | ----------- |
| Yasmina Azzizi | Hétpróba    | 13,64     | 1030      | 160 cm     | 736        | 14,17 m   | 805       | 24,59 | 925   | 588 cm     | 813        | 46,28 m       | 788           | 2:21,82 | 799   | 5896        | 17.         |

* - négy másik versenyzővel azonos eredményt ért el

## Birkózás
Kötöttfogású
| Versenyző       | Versenyszám | Csoportkör | Csoportkör | Negyeddöntő       | Elődöntő          | Bronz- mérkőzés   | Döntő             | Helyezés |
| Versenyző       | Versenyszám | Ellenfél Eredmény | Hely.      | Ellenfél Eredmény | Ellenfél Eredmény | Ellenfél Eredmény | Ellenfél Eredmény | Helyezés |
| --------------- | ----------- | --- | ---------- | ----------------- | ----------------- | ----------------- | ----------------- | -------- |
| Yassine Djakrir | 63 kg       | 5. csoport · Juan Luis Marén (CUB) · 1-4 · Mhitar Manukjan (KAZ) · 0-11 · Gurbinder Szingh (IND) · 0-3                       | 4.         | kiesett           | kiesett           | kiesett           | kiesett           | 18.      |
| Kader Silia     | 76 kg       | 6. csoport · Matt Lindland (USA) · 0-6 · T'ariel Melelashvili (GEO) · sérülés miatt feladta · Yevgeny Yerofaylov (UZB) · 0-6 | 4.         | kiesett           | kiesett           | kiesett           | kiesett           | 20.      |

## Cselgáncs
Férfi
| Versenyző             | Versenyszám  | Selejtező         | 32-es főtábla                           | Nyolcaddöntő                        | Negyeddöntő       | Elődöntő          | Vigaszág első kör                  | Vigaszág negyeddöntő                    | Vigaszág elődöntő | Bronz- mérkőzés   | Döntő             | Helyezés    |
| Versenyző             | Versenyszám  | Ellenfél Eredmény | Ellenfél Eredmény                       | Ellenfél Eredmény                   | Ellenfél Eredmény | Ellenfél Eredmény | Ellenfél Eredmény                  | Ellenfél Eredmény                       | Ellenfél Eredmény | Ellenfél Eredmény | Ellenfél Eredmény | Helyezés    |
| --------------------- | ------------ | ----------------- | --------------------------------------- | ----------------------------------- | ----------------- | ----------------- | ---------------------------------- | --------------------------------------- | ----------------- | ----------------- | ----------------- | ----------- |
| Omar Rebáhi           | Légsúly      | erőnyerő          | Juan Carlos Jacinto (DOM) · 0010-0010   | Alisher Mukhtarov (UZB) · 0000-1001 |                   |                   | Francis Labrosse (SEY) · 1011-0001 | Elçin Mehdi İsmayılov (AZE) · 0000-1010 | kiesett           | kiesett           |                   | 9.          |
| Ammár Merídzsa        | Harmatsúly   | erőnyerő          | Alex Ottiano (USA) · 0001-0001          | kiesett                             | kiesett           | kiesett           |                                    |                                         |                   |                   |                   | helyezetlen |
| Núr ed-Dín el-Jaagúbi | Könnyűsúly   | erőnyerő          | Kouami Sacha Denanyoh (TOG) · 0210-0000 | Tiago Camilo (BRA) · 0010-1110      |                   |                   | Gil Ofer (ISR) · 0110-0010         | Michel de Almeida (POR) · 0002-0200     | kiesett           | kiesett           |                   | 9.          |
| Háled Meddáh          | Középsúly    |                   | Skander Hachicha (TUN) · 0001-0010      | kiesett                             | kiesett           | kiesett           |                                    |                                         |                   |                   |                   | helyezetlen |
| Számi Belgrúni        | Félnehézsúly | erőnyerő          | Csang Szongho (KOR) · 1000-0111         | Stéphane Traineau (FRA) · 0000-0200 |                   |                   | Jurij Sztyopkin (RUS) · 0100-1000  | kiesett                                 | kiesett           | kiesett           |                   | 13.         |
| Mohammed Búajsávi     | Nehézsúly    | erőnyerő          | Daniel Hernandes (BRA) · 0001-1012      | kiesett                             | kiesett           | kiesett           |                                    |                                         |                   |                   |                   | helyezetlen |

Női
| Versenyző           | Versenyszám | Selejtező                      | Nyolcaddöntő                       | Negyeddöntő                       | Elődöntő          | Vigaszág első kör | Vigaszág negyeddöntő               | Vigaszág elődöntő                   | Bronz- mérkőzés   | Döntő             | Helyezés |
| Versenyző           | Versenyszám | Ellenfél Eredmény              | Ellenfél Eredmény                  | Ellenfél Eredmény                 | Ellenfél Eredmény | Ellenfél Eredmény | Ellenfél Eredmény                  | Ellenfél Eredmény                   | Ellenfél Eredmény | Ellenfél Eredmény | Helyezés |
| ------------------- | ----------- | ------------------------------ | ---------------------------------- | --------------------------------- | ----------------- | ----------------- | ---------------------------------- | ----------------------------------- | ----------------- | ----------------- | -------- |
| Szalíma esz-Szuákri | Harmatsúly  | Inge Clement (BEL) · 0120-0001 | Isabelle Schmutz (SUI) · 0010-0000 | Narazaki Noriko (JPN) · 0001-0020 |                   |                   | Luce Baillargeon (CAN) · 0011-0011 | Ioana Dinea-Aluaş (ROU) · 0011-0200 | kiesett           |                   | 7.       |

## Evezés
Férfi
| Versenyző    | Versenyszám  | Előfutam | Előfutam | Vigaszág | Vigaszág | Elődöntő | Elődöntő | Elődöntő | Döntő | Döntő   | Döntő | Helyezés |
| Versenyző    | Versenyszám  | Idő      | Hely.    | Idő      | Hely.    | Típus    | Idő      | Hely.    | Típus | Idő     | Hely. | Helyezés |
| ------------ | ------------ | -------- | -------- | -------- | -------- | -------- | -------- | -------- | ----- | ------- | ----- | -------- |
| Rafik Amrane | Egypárevezős | 7:44,48  | 5.       | 7:42,17  | 4.       | C/D      | 7:38,51  | 4.       | D     | 7:35,66 | 3.    | 20.      |

Női
| Versenyző     | Versenyszám  | Előfutam | Előfutam | Vigaszág | Vigaszág | Elődöntő | Elődöntő | Elődöntő | Döntő | Döntő   | Döntő | Helyezés |
| Versenyző     | Versenyszám  | Idő      | Hely.    | Idő      | Hely.    | Típus    | Idő      | Hely.    | Típus | Idő     | Hely. | Helyezés |
| ------------- | ------------ | -------- | -------- | -------- | -------- | -------- | -------- | -------- | ----- | ------- | ----- | -------- |
| Samia Hireche | Egypárevezős | 8:28,65  | 5.       | 8:21,67  | 4.       | C/D      | 8:18,16  | 2.       | C     | 8:12,89 | 5.    | 17.      |

## Ökölvívás
| Versenyző           | Versenyszám  | Selejtező                      | Nyolcaddöntő                 | Negyeddöntő             | Elődöntő                              | Döntő             | Helyezés |
| Versenyző           | Versenyszám  | Ellenfél Eredmény              | Ellenfél Eredmény            | Ellenfél Eredmény       | Ellenfél Eredmény                     | Ellenfél Eredmény | Helyezés |
| ------------------- | ------------ | ------------------------------ | ---------------------------- | ----------------------- | ------------------------------------- | ----------------- | -------- |
| Mebárek Szoltáni    | Papírsúly    | Liborio Romero (MEX) · 15-16   | kiesett                      | kiesett                 | kiesett                               | kiesett           | 17.      |
| Nacer Keddam        | Légsúly      | Andrew Kooner (CAN) · 11-18    | kiesett                      | kiesett                 | kiesett                               | kiesett           | 17.      |
| Hichem Blida        | Harmatsúly   | Orlando Cruz (PUR) · 11-10     | Alisher Rahimov (UZB) · 8-17 | kiesett                 | kiesett                               | kiesett           | 9.       |
| Noureddine Madjhoud | Pehelysúly   | Jeffrey Mathebula (RSA) · 5-10 | kiesett                      | kiesett                 | kiesett                               | kiesett           | 17.      |
| Mohamed Allalou     | Kisváltósúly | Lukáš Konečný (CZE) · 17-9     | Ben Neequaye (GHA) · 15-6    | Sven Paris (ITA) · 22-8 | Muhammadqodir Abdullayev (UZB) · 2-17 | kiesett           |          |
| Abd el-Háni Kenszi  | Középsúly    | Adrian Diaconu (ROU) · 9-19    | kiesett                      | kiesett                 | kiesett                               | kiesett           | 17.      |
| Mohamed Azzaoui     | Nehézsúly    |                                | Jackson Chanet (FRA) · RSC   | kiesett                 | kiesett                               | kiesett           | 9.       |

## Súlyemelés
Női
| Versenyző                | Versenyszám | Szakítás | Szakítás | Lökés    | Lökés    | Összesen | Helyezés |
| Versenyző                | Versenyszám | Eredmény | Helyezés | Eredmény | Helyezés | Összesen | Helyezés |
| ------------------------ | ----------- | -------- | -------- | -------- | -------- | -------- | -------- |
| Lejla Fránszoáz Laszváni | 58 kg       | 60,0     | 16.      | 82,5     | 14.      | 142,5    | 14.      |

## Torna

### Trambulin
| Versenyző  | Versenyszám | Selejtező | Selejtező | Döntő    | Döntő    |
| Versenyző  | Versenyszám | Pontszám  | Helyezés  | Pontszám | Helyezés |
| ---------- | ----------- | --------- | --------- | -------- | -------- |
| Ali Bourai | Férfi       | 62,6      | 10.       | kiesett  | kiesett  |

## Úszás
Férfi
| Versenyző    | Versenyszám    | Előfutam | Előfutam | Előfutam | Elődöntő | Elődöntő | Elődöntő | Döntő   | Döntő    |
| Versenyző    | Versenyszám    | Idő      | Hely.    | Össz.    | Idő      | Hely.    | Össz.    | Idő     | Helyezés |
| ------------ | -------------- | -------- | -------- | -------- | -------- | -------- | -------- | ------- | -------- |
| Szalím Ílesz | 50 m gyors     | 22,95    | 7.       | 22.      | kiesett  | kiesett  | kiesett  | kiesett | kiesett  |
| Szalím Ílesz | 100 m gyors    | 49,70    | 3.       | 8.       | 49,70    | 7.       | 13.      | kiesett | kiesett  |
| Mehdi Addadi | 100 m hát      | 58,74    | 5.       | 46.      | kiesett  | kiesett  | kiesett  | kiesett | kiesett  |
| Mehdi Addadi | 100 m pillangó | 56,04    | 3.       | 44.      | kiesett  | kiesett  | kiesett  | kiesett | kiesett  |

## Vívás
Női
| Versenyző      | Versenyszám       | Selejtező                  | 32-es főtábla     | Nyolcaddöntő      | Negyeddöntő       | Elődöntő          | Bronz- mérkőzés   | Döntő             | Helyezés |
| Versenyző      | Versenyszám       | Ellenfél Eredmény          | Ellenfél Eredmény | Ellenfél Eredmény | Ellenfél Eredmény | Ellenfél Eredmény | Ellenfél Eredmény | Ellenfél Eredmény | Helyezés |
| -------------- | ----------------- | -------------------------- | ----------------- | ----------------- | ----------------- | ----------------- | ----------------- | ----------------- | -------- |
| Vaszíla Rédván | Tőr, egyéni       | Arai Júko (JPN) · 3-15     | kiesett           | kiesett           | kiesett           | kiesett           | kiesett           | kiesett           | 39.      |
| Zahra Gamír    | Párbajtőr, egyéni | Arlene Stevens (USA) · 2-5 | kiesett           | kiesett           | kiesett           | kiesett           | kiesett           | kiesett           | 34.      |